# Brodzik (ssaki)
Brodzik (Colomys) – rodzaj ssaków z podrodziny myszy (Murinae) w obrębie rodziny myszowatych (Muridae).

## Rozmieszczenie geograficzne
Rodzaj obejmuje gatunki występujące w Afryce (Gwinea, Liberia, Kamerun, Sudan Południowy, Republika Środkowoafrykańska (występowanie niepewne), Gwinea Równikowa, Kongo, Demokratyczna Republika Konga, Rwanda, Burundi, Uganda, Kenia, Zambia, Angola).

## Morfologia
Długość ciała (bez ogona) 109–151 mm, długość ogona 134–189 mm, długość ucha 14–22 mm, długość tylnej stopy 32–42 mm; masa ciała 41,5–82 g.

## Systematyka
Rodzaj zdefiniowała w 1907 roku para angielskich zoologów Oldfield Thomas i Robert Charles Wroughton w artykule zatytułowanym Nowe ssaki z jeziora Czad i Kongo, głównie ze zbiorów zebranych podczas wyprawy Alexandra-Goslinga, opublikowanym w czasopiśmie „The Annals and magazine of natural history”. Gatunkiem typowym jest (oryginalne oznaczenie) brodzik afrykański (C. goslingi).

### Etymologia
Colomys: gr. κωλον kōlon ‘kończyna, członek’; μυς mus, μυος muos ‘mysz’.

### Podział systematyczny
Do rodzaju należą następujące gatunki:
| Grafika | Gatunek             | Autor i rok opisu                           | Nazwa zwyczajowa   | Podgatunki         | Rozmieszczenie geograficzne | Podstawowe wymiary                                | Status IUCN |
| ------- | ------------------- | ------------------------------------------- | ------------------ | ------------------ | --- | ------------------------------------------------- | ----------- |
|         | Colomys goslingi    | O. Thomas & Wroughton, 1907                 | brodzik afrykański | 3 podgatunki       | rozłącznie w południowym Kamerunie i wschodniej Demokratycznej Republice Konga, południowy Sudanie Południowym, Ugandzie, zachodniej Kenii, Rwandzie i Burundi; zakres wysokości: 470–2740 m n.p.m. | DC: 10,9–15,1 cm DO: 14,3–18,2 cm MC: 41–72 g     | LC          |
|         | Colomys eisentrauti | Dieterlen, 1983                             |                    | gatunek monotypowy | endemit Kamerunu: południowo-zachodnie pasmo górskie Bamenda | DC: 11,6–13,7 cm DO: 16,3–18,9 cm MC: 62–82 g     | NE          |
|         | Colomys lumumbai    | Kerbis Peterhans, Giarla & Demos, 2021      |                    | gatunek monotypowy | znany z 5 obszarów w Demokratycznej Republice Konga i Angoli; prawdopodobnie szeroko rozpowszechniony; zakres wysokości: do 800 m n.p.m.                                                            | DC: 11,2–14,6 cm DO: 14,2–18,2 cm MC: brak danych | NE          |
|         | Colomys wologizi    | Hutterer, Monadjem & Kerbis Peterhans, 2021 |                    | gatunek monotypowy | górny bieg rzek Saint Paul i Lofa, w górach Ziama-Wonegizi-Wologizi (Liberia i Gwinea); zakres wysokości: 500–600 m n.p.m.                                                                          | DC: 11,6–13 cm DO: 13,4–15 cm MC: 47–48 g         | NE          |

Kategorie IUCN:  LC  – gatunek najmniejszej troski;  NE  – gatunki niepoddane jeszcze ocenie.